# МАЗ-4471
МАЗ-4471 — середньотонажний сідловий тягач з колісною формулою 4х2, що вперше був представлений в 2006 році Мінським автомобільним заводом і комплектується двоосним напівпричепом МАЗ-931020, має повну масу 21 т, а отже, осьові навантаження не перевищують 6  т. Автомобіль комплектується двигуном Deutz BF4M 1013 FC потужністю 190 к.с. і 6 ступеневою коробкою передач ZF 6S800 TO.